# Temporada 2000-2001 del FC Barcelona
Les dades més destacades de la temporada 2000-2001 del Futbol Club Barcelona són les següents:

## 2001

### Abril
- 29 abril - 32a. jornada de Lliga. Empat amb el Celta (1-1) al Camp Nou. Mostovoi avença els gallecs i Gabri iguala el partit en el qual Carles Rexach debuta a la banqueta. El FCB és cinquè a 17 punts del líder Reial Madrid.
- 23 abril - Llorenç Serra Ferrer és destituït com a entrenador del primer equip. Carles Rexach serà el seu substitut amb José Ramon Alexanko de segon.

### Març
- 20 març - L'equip de bàsquet ofereix la Copa del Rei guanyada a Màlaga a l'Ajuntament de Barcelona i al president de la Generalitat

### Febrer
- 3 febrer - 21a. jornada de Lliga. El Barça apallissa l'Athletic Club al Camp Nou (7-0) en una nit inspiradíssima de tot l'equip. Luis Enrique (3), Cocu (2), Abelardo i Overmars són els golejadors.

## 2000

### Agost
- 25 agost - El sorteig de la Champions League enquadra el Barça amb l'AC Milan, el Leeds United i el Besiktas

### Juliol
- 23 juliol - Joan Gaspart i Solves obté la victòria en les eleccions a president amb 25.181 vots (54,87%) enfront dels 19.791 vots (43,13%) de l'altre candidat, el publicista Lluís Bassat.

## Plantilla
| - Josep Guardiola - Sergi Barjuán - Gerard López - Xavi Hernández - Francesc Arnau - Dani García Lara - Gabri García - Carles Puyol - Patrick Kluivert - Michael Reiziger - Frank De Boer |  | - Philip Cocu - Boudewijn Zenden - Marc Overmars - Abelardo Fernández - Luis Enrique Martínez - Ivan De la Peña - Alfonso Pérez - Richard Dutruel - Emmanuel Petit - Rivaldo - Simão Sabrosa |  | Jugadors del filial: - José Manuel Reina - Sergio Santamaría |

- Entrenador:  Llorenç Serra Ferrer substituït per  Carles Rexach

## Resultats
| PARTITS 2000-2001 |
| --- |
| 29-07-2000 Amistós. WHC-BARCELONA 0-14 31-07-2000 Amistós. QUICK 1890-BARCELONA 0-10 03-08-2000 Amistós (Tomeig del centenari de rAjax). ARSENAL-BARCELONA 1-2 05-08-2000 Amistós (Torneig del centenari de l'Ajax). LAZIO-BARCELONA 3-3 El Barcelona es va proclamar campió amb 9 punts (3 davant l'Arsenal, 1 davant la Lazio i 1 per cada gol marcat). 08-08-2000 Amistós. NEC-BARCELONA 2-5 22-08-2000 Gamper. BARCELONA-PSV EINDHOVEN 2-1 26-08-2000 Amistós (Torneig Balompédica Linense). MÀLAGA-BARCELONA 1-1 El Barcelona es va proclamar campió per penals (3-5). 09-09-2000 Lliga (1). BARCELONA-MÀLAGA 2-1 13-09-2000 Lliga de Campions (1). BARCELONA-LEEDS 4-0 16-09-2000 Lliga (2). ATHLÈTIC CLUB-BARCELONA 3-1 19-09-2000 Lliga de Camp ions (2). BESIKTAS-BARCELONA 3-0 23-09-2000 Lliga (3). BARCELONA-RACING 3-1 26-09-2000 Lliga da Campions (3). BARCELONA-MILAN 0-2 01-10-0200 Lliga (4). DEPORTIVO-BARCELONA 2-0 14-10-2000 Lliga (5). REIAL SOCIETAT-BARCELONA 0-6 18-10-2000 Lliga da Campions (4). MILAN-BARCELONA 3-3 21-10-2000 Lliga (6). BARCELONA-REIAL MADRID 2-0 24-10-2000 Lliga de Campions (5). LEEDS-BARCELONA 1-1 28-10-2000 Lliga (7). MALLORCA-BARCELONA 2-0 01-11-2000 Lliga (8). BARCELONA-NUMÀNCIA 1-1 04-11-2000 Lliga (9). LAS PALMAS-BARCELONA 0-1 08-11-2000 Lliga de Campions (6). BARCELONA-BESIKTAS 5-0 12-11-2000 Lliga (10). BARCELONA-VILA-REIAL 1-2 19-11-2000 Lliga (11). SARAGOSSA-BARCELONA 3-1 23-11-2000 UEFA (1/16,anada). BRUIXES-BARCELONA 0-2 26-11-2000 Lliga (12). BARCELONA-OSASUNA 2-0 29-11-2000 Amistós (drogues. no). BARCELONA-SELECCIÓ LLIGA 1-2 02-12-2000 Lliga (13). CELTA-BARCELONA 3-3 07-12-2000 UEFA (1/16, tomada). BARCELONA-BRUIXES 1-1 10-12-2000 Lliga (14). BARCELONA-ESPANYOL 4-2 12-12-2000 Copa (1/32, partit únic). GANDIA-BARCELONA 0-3 16-12-2000 Lliga (15). RAYO VALLECANO-BARCELONA 2-2 20-12-2000 Lliga (16). BARCELONA-ALABÈS 3-2 03-01-2001 Copa (1/16, partit únic). CEUTA-BARCELONA 0-3 07-01-2001 Lliga (17). OVIEDO-BARCELONA 2-3 10-01-2001 Copa (1/8, anada). GIMNÀSTICA TORRELAVEGA-BARCELONA 0-1 13-01-2001 Lliga (18). BARCELONA-VALLADOLID 3-1 16-01-2001 Copa (1/8, tornada). BARCELONA-GIMNÀSTICA TORRELAVEGA 0-0 20-01-2001 Lliga (19). VALÈNCIA-BARCELONA 0-1 27-01-2001 Lliga (20). MÀLAGA-BARCELONA 0-0 30-01-2001 Copa (1/4, anada). ESPANYOL-BARCELONA 1-2 03-02-2001 Lliga (21). BARCELONA-ATHLÈTIC CLUB 7-0 07-02-2001 Copa (1/4, tomada). BARCELONA-ESPANYOL 1-1 11-02-2001 Lliga (22). RACING-BARCELONA 4-0 15-02-2001 UEFA (1/8, anada). AEK ATENAS-BARCELONA 0-1 17-02-2001 Lliga (23). BARCELONA-DEPORTIVO 2-3 22-02-2001 UEFA (1/8 tornada). BARCELONA-AEK ATENAS 5-0 25-02-2001 Lliga (24). BARCELONA-REIAL SOCIETAT 3-0 03-03-2001 Lliga (25). REIAL MADRID-BARCELONA 2-2 08-03-2001 UEFA (1/4, anada). BARCELONA-CELTA 2-1 11-03-2001 Lliga (26). BARCELONA-MALLORCA 1-1 15-03-2001 UEFA (1/4. tornada). CELTA-BARCELONA 3-2 18-03-2001 Lliga (27) NUMÀNCIA-BARCELONA 1-1 01-04-2001 Lliga (28). BARCELONA-LAS PALMAS 4-1 05-04-2001 UEFA (semifinal, anada). BARCELONA-LIVERPOOL 0-0 08-04-2001 Lliga (29). VILA-REIAL-BARCELONA 4-4 14-04-2001 Lliga (30). BARCELONA-SARAGOSSA 4-4 19-04-2001 UEFA (semifinal, tornada). LIVERPOOL-BARCELONA 1-0 22-04-2001 Lliga (31). OSASUNA-BARCELONA 3-1 26-04-2001 Copa Catalunya (semifinal, partit únic). GRAMENET-BARCELONA 0-3 29-04-2001 Lliga (32). BARCELONA-CELTA 1-1 05-05-2001 Lliga (33). ESPANYOL-BARCELONA 0-0 13-05-2001 Lliga (34). BARCELONA-RAYO VALLECANO 5-1 19-05-2001 Lliga (35). ALABÈS-BARCELONA 0-1 22-05-2001 Amistós. ARSENAL-BARCELONA 0-2 27-05-2001 Lliga (36). BARCELONA-OVIEDO 0-1 04-06-2001 Amistós. BARCELONA-REIAL SOCIETAT 0-0 04-06-2001 Amistós. BARCELONA-ESPANYOL 1-0 10-06-2001 Lliga (37). VALLADOLID-BARCELONA 2-2 13-06-2001 Copa Catalunya (final). BARCELONA-BALAGUER 2-2 Balaguer, campió a la tanda de penals (3-4). 17-06-2001 Lliga (38). BARCELONA-VALÈNCIA 3-2 21-06-2001 Copa (semifinal, anada). CELTA-BARCELONA 3-1 24-06-2001 Copa (semifinal, tomada). BARCELONA-CELTA 1-1 |